# Shaktoolik
Shaktoolik es una ciudad en el Área censal de Nome, Alaska, Estados Unidos. En el censo de 2000 la población era de 230 habitantes.
A partir de 2009, Koyukuk es uno de una de las comunidades de Alaska amenazadas por la erosión y los efectos relacionados con el calentamiento global. La comunidad se ha trasladado dos veces antes.

## Historia
De acuerdo con el Departamento de Alaska de la Comunidad y el Desarrollo Económico, Shaktoolik fue el primer asentamiento Malemiut y más meridional de Norton Sound, ocupada ya en 1839. 
Doce kilómetros al noreste, en Cabo Denbigh, está "Iyatayet", un sitio que tiene de 6000 a 8000 años de antigüedad, e inscrito en el Registro Nacional de Lugares Históricos. Shaktoolik fue asignado por primera vez en 1842-1844 por el teniente Lavrenty Zagoskin, la Armada Imperial de Rusia, que lo calificó como "Tshaktogmyut". "Shaktoolik" se deriva de una palabra Unaliq, "suktuliq", que significa "cosas dispersas".
Los rebaños de renos fueron gestionados en el área Shaktoolik alrededor de 1905. La aldea estaba ubicada originalmente seis kilómetros por el río Shaktoolik, y se trasladó a la desembocadura del río en 1933. Este sitio ha sido propensa a las tormentas severas y vientos, sin embargo, y el pueblo se trasladó a su actual ubicación, más protegida en 1967. Actualmente hay sólo dos viviendas ocupadas en el poblado. La ciudad fue incorporada en 1969.
Como dato relevante cabe destacar que el 14 de marzo de 1980 en los bosques de esta zona falleció el naturalista español Félix Rodríguez de la Fuente cuando la avioneta que les transportaba a él y parte de su equipo, Teodoro Roa y Alberto Mariano Huéscar, ambos cámaras de Televisión Española, mientras trabajaban se estrelló por motivos que aún a día de hoy no han sido definitivamente esclarecidos.

## Geografía
Shaktoolik está situado en las coordenadas 64 ° 21'20 "N 161 ° 11'29" W.
Según el United States Census Bureau, la ciudad tiene un área total de 1.1 millas cuadradas (2,7 km ²), todo ello tierra.
- Datos: Q79397

1. ↑  Zip Data Maps, código ZIP n.º 99771.